# Herbert Reischauer
Herbert Reischauer (* 18. Mai 1909 in Erfurt; † Februar 1945 in Posen) war ein deutscher Jurist und SS-Führer.

## Leben und Wirken

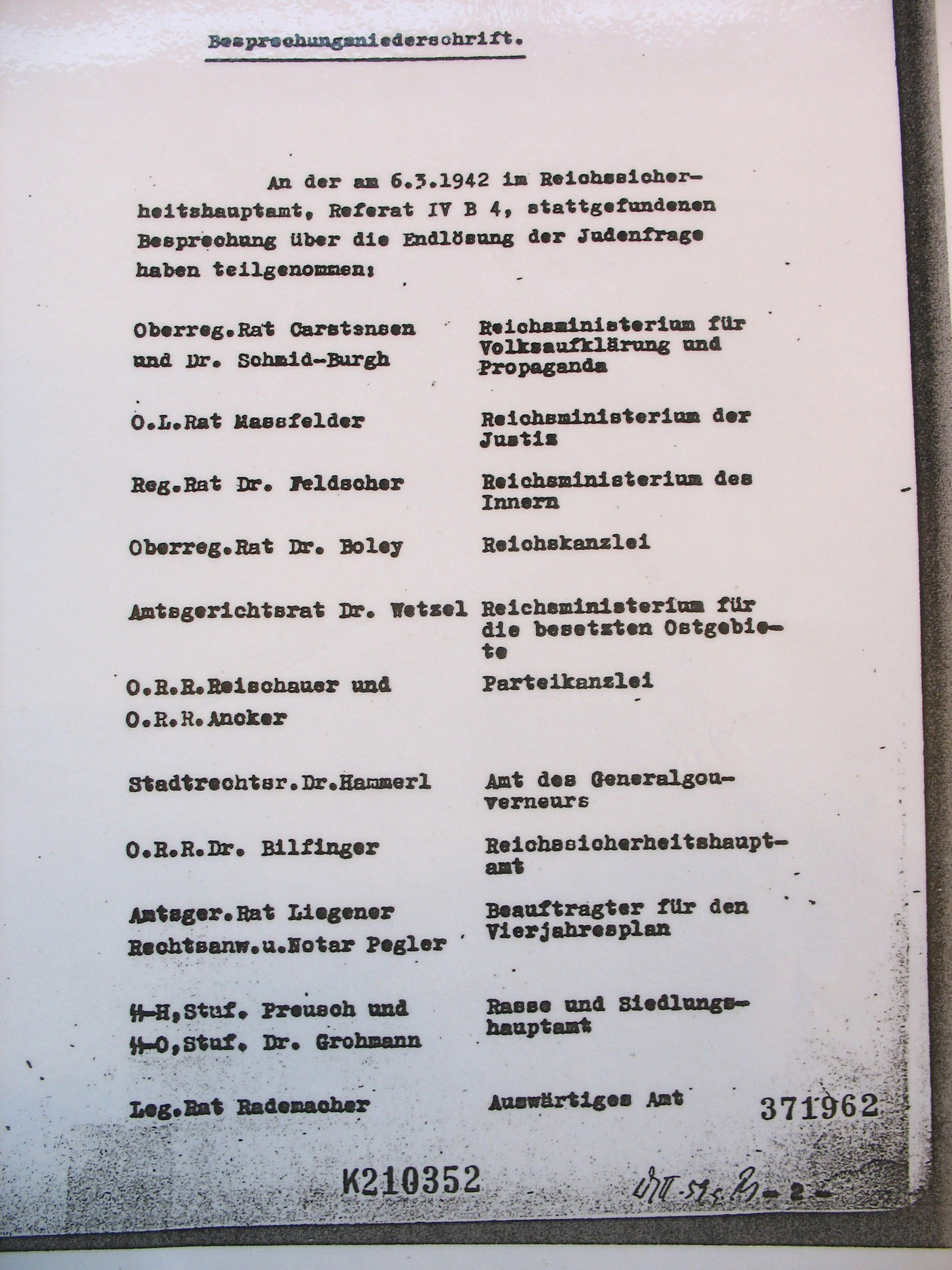
Reischauer als Teilnehmer der Besprechung am 6. März 1942

Reischauer absolvierte ein Studium der Rechtswissenschaft und promovierte später zum Dr. jur. Zum 1. August 1932 trat er der NSDAP bei (Mitgliedsnummer 1.215.234) und schloss sich auch der SS an (SS-Nummer 31.653). Nach dem Studium schlug er die höhere Beamtenlaufbahn ein und war zunächst Regierungsassessor. Ab 1933 leitete er die Abteilung Rechtspolitik im Gaurechtsamt Hessen-Nassau der NSDAP. Zudem war er Gaupresse- und Gaupropagandawart beim Bund Nationalsozialistischer Deutscher Juristen (BNSDJ). 1936 wurde er Referent beim Stab des  Stellvertreters des Führers.  Zum Regierungsrat befördert wurde er im Januar 1938 Schulungsleiter der Reichsleitung der NSDAP und zwischenzeitlich im Zuge des „Anschlusses“ von Österreich von März bis Juli 1938 Referent beim  „Reichskommissar für die Wiedervereinigung Österreichs mit dem Deutschen Reich“ Josef Bürckel. Zum Oberregierungsrat befördert, war er ab 1940 im Braunen Haus, der NSDAP-Parteizentrale, in München tätig. Im März und Oktober 1942 nahm er in dieser Funktion an den Folgekonferenzen der Wannseekonferenz zur „Endlösung der Judenfrage“ im Eichmann-Referat teil. Mitte Juli 1942 wurde er zum SS-Obersturmbannführer befördert, dem höchsten Rang, den er innerhalb der SS erreichte.
Im Dezember 1943 wechselte er zur Reichsstatthalterei im Reichsgau Wartheland, wo er als Nachfolger Herbert Mehlhorns die Abteilung I (Allgemeine, innere und finanzielle Angelegenheiten) leitete und für die Judenpolitik im Warthegau zuständig war. Reischauer „koordinierte die logistische Betreuung der zweiten Phase des Vernichtungslagers Kulmhof im Frühjahr und Sommer 1944.“ Er wurde 1944 zum Leitenden Regierungsdirektor befördert. Während der Schlacht um Posen befand er sich in der Festung Posen und wurde seit Februar 1945 vermisst.